# Arcade (Marvel Comics)
Arcade, (Milo Majors) es un supervillano ficticio que aparece en los cómics estadounidenses publicados por Marvel Comics. Apareció por primera vez en 1978 en Marvel Team-Up (vol. 1) # 65, la creación del escritor Chris Claremont y el escritor / artista John Byrne. El personaje es una combinación de un genio malvado y un asesino a sueldo que lleva a cabo sus asesinatos a través de varias trampas elaboradas, a menudo denominadas Mundo Asesino.
Las primeras víctimas previstas de Milo fueron el Hombre Araña y el Capitán Britania, pero como los juegos Mundo Asesino del Arcade siempre dejan el resultado al azar, el dúo derrotó a Milo y escapó con sus vidas. A lo largo de los años, Milo se ha enfocado en una multitud de héroes de Marvel, a menudo enfocados en los X-Men y miembros asociados de X-Factor, la Fuerza-X y Excalibur. En lo que se considera el "cambio de juego" para Arcade, Avenger Arena, logró secuestrar a 16 adolescentes super potentes y los obligó a luchar entre sí para sobrevivir en su última versión de Mundo Asesino; a diferencia de la mayoría de los esquemas de Mundo Asesino, este esfuerzo produjo varias bajas. 
Milo ha aparecido en varias otras propiedades de Marvel fuera de los cómics, en X-Men: Evolution con la voz de Gabe Khouth, y en la serie animada  Ultimate Spider-Man, con la voz de Eric Bauza. También ha aparecido como uno de los malvados villanos principales más peligrosos en la serie de videojuegos, incluyendo X-Men: Madness in Murderworld, Spider-Man/X-Men: Arcade's Revenge, Marvel: Ultimate Alliance, Spider-Man: Edge of Time y Marvel: Avengers Alliance.

## Historial de publicación
Arcade fue creado por Chris Claremont y John Byrne. Arcade apareció por primera vez en Marvel Team-Up, vol. 1, número 65.
La misma historia se reimprimió poco después en el cómic en blanco y negro de Marvel UK, Super Spider-Man & Captain Britain # 248.
Arcade ha sido regularmente un villano invitado en la mayoría de las apariciones de cómics de Marvel que ha hecho a lo largo de los años desde su introducción. Su primer encuentro con el equipo de X-Men ocurrió en las páginas de Uncanny X-Men # 122-124. Algún tiempo después, se encontraría con el equipo nuevamente, esta vez se asoció con el Doctor Doom en los números 145-147. Arcade también aparece en The Uncanny X-Men #197 (con Colossus).

## Biografía ficticia del personaje
Una combinación de genio del mal y sicario, Arcade afecta una forma de vestir y lenguaje que le hace parecer un personaje de comedia. Esto es parte de su tema general, que se extiende a su método preferido de asesinato, una casa de la risa de coloridas trampas mortales, por lo general decoradas con colores alegres y disfrazadas de parque de atracciones, que él ha denominado "Mundo Asesino".
El pasado de Arcade, hasta e incluyendo su verdadero nombre, siguen siendo en gran parte desconocidos hasta hoy. Esto es principalmente el resultado de su habilidad para escapar una vez que ha sido derrotado. Según el propio hombre, nació en una familia muy rica y vivió gran parte de su temprana vida, dependiendo de la narración, en un rancho en Texas, o en una mansión en Beverly Hills. A la edad de dieciocho o veintiún años, de nuevo dependiendo de la narración, su herencia fue cortada por su padre, quien declaró que él no lo merecía. En represalia, Arcade asesinó a su padre, heredando el vasto patrimonio del hombre. Dada su propensión al engaño, esta historia de origen no puede ser tomada con valor aparente.
Ahora independientemente rico y libre para hacer lo que quisiera, Arcade se convirtió en un autónomo asesino, viajando por todo el mundo, matando gente en la forma más mundana, y acumulando riqueza, incluso más de la que ya tenía. Pronto se aburrió de hacer negocios como un asesino ordinario contratado y decidió buscar una manera de continuar su trabajo de una manera más adaptada a su sensibilidad.
Descubriendo una aptitud para la tecnología, Arcade diseñó y construyó su primer Mundo Asesino, una guarida subterránea mal disfrazado de un parque de atracciones muy mortal. Desde esta base, y con la ayuda de dos asistentes misteriosos llamados Señora Locke y Sr. Chambers, él resurgió como el asesino a sueldo más caro del mundo. Por el precio de 1 millón de dólares (en realidad una suma simbólica, ya que Arcade no necesita el dinero y, en todo caso, nunca se vuelve un beneficio), adaptará Mundo Asesino para explotar las debilidades específicas de su blanco y ver entonces, con inocultable alegría, como son asesinados por la variedad de trampas mortales coloridas esparcidas en toda la instalación.
Sin embargo, uno de sus "trucos" es que siempre deliberadamente deja a cada objetivo una pequeña posibilidad de supervivencia. En un caso, cuando la novia de uno de sus cautivos le rogó: "Si vas a matarlos, por lo menos ten la decencia de hacerlo rápido y sin dolor!" Arcade riendo respondió: "La decencia es aburrida ... además, muchacha, a tu manera, están muertos y eso es todo. A mi manera, tienen una oportunidad. No es más de una, pero es una oportunidad." Esto establece a Arcade en particular, aparte de la mayoría de otros villanos que usan trampas mortales, mientras que la mayoría de los villanos creen que sus máquinas de la muerte son infalibles, Arcade le gusta darles la oportunidad a propósito, para el deporte del mismo.

### Víctimas
Desde su primer intento de matar al dúo de Spider-Man y Capitán Britania, Arcade ha enmarañado, en un momento u otro, con un gran número de héroes y equipos de los héroes. Además de luchar contra los X-Men, X-Factor, X-Force y Excalibur como grupos, él ha tratado de matar a muchos miembros individuales, por lo general en parejas. Ejemplos de esto incluyen Gambito y Wolverine, Coloso y Shadowcat, Hombre de Hielo y Ángel, Rondador Nocturno Northstar, Meggan, y Dazzler.
Otras aspirantes víctimas de Mundo Asesino han incluido al Duende Verde (Phil Urich), Hercules Johnny Blaze, Patsy Walker, Gwenpool, Iron Man y la Cosa y los Micronautas.
Courtney Ross es uno de los pocos civiles sin superpoderes en escapar vivo a la atención de Arcade. Ella sobrevive por algún tiempo al burlar a varios oponentes (como la Pandilla Loca) y descubrir un talento para la comedia de improvisación. Al final, es rescatada por el equipo de superhéroes Excalibur. Toda la situación le da una nueva perspectiva y aprecio por la vida (que no dura mucho, ya que es muy pronto asesinada por un villano sin relación después de su escape).
En otro enfrentamiento con Excalibur, Arcade atrapó al equipo en un Mundo Asesino programado como una parodia de Looney Tune, llamado los Locos. Él se reveló como el "Mago de Oz" de este mundo después de que Excalibur tenía que ir por el camino de ladrillos amarillos.
En un momento Arcade atrapa a los dos guerreros de otro mundo, Adam X y Shatterstar, que se unen para sobrevivir a sus planes. Arcade se encuentra atónito cuando los dos (más que todo Adam), literalmente, matan a varios de sus empleados. Esto le hace afirmar que los clientes recibirán un reembolso y los dos no deben ser tratados en el futuro. Shatterstar intenta matar a Arcade, pero solo destruye un doble robótico.
La batalla con Ghost Rider se produjo cuando Arcade, tras su show en la carretera, se une al Quentin Carnaval de Blaze. Este particular Mundo Asesino plegado por la parte trasera de un semirremolque. Al igual que muchas personas asociadas a Blaze, Arcade se había liado profundamente con horrores sobrenaturales en ese momento. Blaze arrasó a través del desplegable Mundo Asesino, destruyendo todos los obstáculos en su presencia. Dos aliados de Blaze, Kody y Princesa Python, llegan para ayudar, pero son sometidos por gas de knock-out. Se descubre que este particular Mundo Asesino está infestado de seres demoníacos. Blaze mata lo que puede, luego deja a Arcade atrapado en sus profundidades. El remolque de Arcade, ahora con forma normal, es conducido al desierto y abandonado.
En la miniserie de tres partes llamada "Claws", Arcade crea en secreto un robot Kraven el Cazador, con la "asistencia" de Conejo Blanco, en un intento de matar tanto a Wolverine como a la Gata Negra. Los dos héroes abruman a Arcade y al Conejo Blanco y los abandonan en las tierras salvajes llenas de dinosaurios de la Tierra Salvaje.
Es el responsable de la destrucción de la Ciudad Mutante, como parte de un plan fallido para secuestrar a Rictor de X-Factor. Desde entonces ha reaparecido, frente a Deadpool y Hércules, Dazzler y Johnny Storm de Los 4 Fantásticos y Hombre Imposible y los Jóvenes Aliados y la Academia Vengadores.

### Avengers ArenayUndercover
En un cambio de su modus operandi habitual, Arcade es responsable de la "Avengers Arena". Él y una nueva socia llamada Miss Coriander secuestran a 16 superhéroes adolescentes (varios con vínculos con los Vengadores, incluidos varios miembros de la Academia Vengadores) y los abandonan en una isla desierta, remodelada como una ubicación elaborada de Mundo Asesino, obligándolos a luchar hasta la muerte. Los héroes Mettle, Red Raven, Kid Briton, Juston Seyfert, Apex y Nara no sobreviven a este encuentro de Mundo Asesino. (Nico Minoru de los Runaways también muere, pero los poderes de su Bastón de Uno la resucitan antes del final de la serie)
Meses después, en las páginas de Avengers Undercover, Arcade ha sacado provecho del éxito de Avengers Arena en la villana nación subterránea de Bagalia. Varios sobrevivientes de Mundo Asesino se reúnen y son convencidos por su compañero héroe Cullen Bloodstone para matar a Arcade en el Massacre Casino en venganza por sus acciones. Después de una batalla caótica, Hazmat finalmente mata a Arcade destruyéndolo con una explosión de radiación concentrada. Sin embargo, más tarde se reveló que Arcade estuvo vivo todo el tiempo, encarcelado en una celda de los Maestros del Mal (por Barón Zemo, con la ayuda de su ahora ex camarada, la Sra. Coriander) y que Hazmat en realidad había matado a un clon creado por los miembros de los Maestros del Mal; todo revelado como un esfuerzo por obligar a los héroes a volverse contra los Vengadores y unirse a ellos. Después de que los Maestros del Mal escaparan en un Helicarrier secuestrado, se demostró que habían atado a Arcade al frente.

### Asociación con Wilson Fisk
Más tarde, Arcade se encontró con Gwenpool en un momento en que Arcade había atrapado a miembros de la organización MODOK y Morsa en su último Mundo Asesino. Con la ayuda de Deadpool, Gwenpool rescató a los cautivos y ayudó a Deadpool a derrotar a Arcade. Más tarde, Arcade tendió una trampa para Gata Infernal y She-Hulk en Coney Island.
Recientemente había trasladado sus empresas a Las Vegas y estaba envuelto en sus habituales juegos de vida o muerte con Elektra. Además, colaboró con Screwball, donde le dio el entrenamiento, el equipo y los derechos exclusivos de transmisión que necesitaba. Durante este encuentro, reveló que se había asociado con Wilson Fisk para eliminar a ciertos héroes "del tablero", como Elektra, Gata Infernal, Gwenpool, Deadpool y otros, explicando sus encuentros anteriores. Después de que Elektra pusiera fin a su operación en Las Vegas, Arcade encontró el camino a Madripoor y se encontró con Spider-Man y Deadpool.

### Industrias Arcade
En el preludio de la historia de "Hunted", Arcade y su compañía Industrias Arcade ayudaron a Kraven el Cazador y el Último Hijo de Kraven a prepararse para su próxima cacería en Central Park. Comenzó haciendo que Rey Cobra, Rhino, Escorpión, Stegron, Tarántula y Buitre fueran calificados como los Seis Salvajes después de que ellos fueron detenidos por Kraven el Cazador por Taskmaster y Hormiga Negra. Cuando Arcade se ofreció a probar un autómata llamado Hunter-Bot que contiene las características físicas de Kraven el Cazador, un participante de la Gran Cacería llamado Bob usó las gafas VR para ayudar a probarlo en Iguana. Cuando Iguana atacó al Hunter-Bot, Bob canalizó su ira por los fracasos de la vida y controló al Hunter-Bot para que usara un garrote especial que rasgó la piel de Iguana. Cuando los Hunter-Bots de Arcade se desatan sobre los superhumanos con temática animal, lograron matar a Bison, Gazelle de Siete de Salem y Mad Dog. Luego, un Hunter-Bot mató a Gibbon mientras Spider-Man se queda a su lado en los momentos finales de Gibbon. Esto fue mencionado por Spider-Man y Sapo a los otros superhumanos con temas de animales que los Hunter-Bots de Arcade controlados por los participantes habían matado a Mandril y Hombre-Toro. Arcade recibe a Vermin de Taskmaster y Lagarto. Kraven hace que Arcade le diga al Buitre que existe la posibilidad de romper el campo de fuerza matando a más Hunter-Bots. Arcade mantiene capturado a Vermin, quien lo encontró debido a que Taskmaster y Lagarto le mostraron a Arcade su ubicación. Vermin muerde el dedo de Arcade en desafío. Por temor a ser asesinado por Arcade, Vermin revela que Lagarto y Taskmaster están trabajando contra Arcade. Arcade pone un suero en la piel de Vermin, lo que hace que genere clones de él en la jaula. Cuando termina la Gran Cacería, el Capitán Marvel aparece para confrontar a Arcade mientras que los controladores de los Hunter-Bots se enfrentan al Capitán América, quien planea tener una conversación con ellos sobre las leyes de caza de Nueva York.

## Otros impactos de Arcade
Una de sus antiguas instalaciones fue utilizada como sede por el equipo de superhéroes Fuerza-X. Ellos planearon usarlo como base para la lucha contra el crimen e incluso asistieron a una universidad cercana. Arcade luego destruye la base de forma remota; Fuerza-X apenas escapa con vida.
Otra antigua ubicación de Mundo Asesino fue convertida en una sala de entrenamiento por una encarnación de los Nuevos Guerreros.
La gobernante de la Isla Madripoor, Viper, había comprado una de las instalaciones del Mundo Asesino de Arcade y la usó para engañar a los X-Men, amenazando a la ciudad de Londres con armas nucleares.
En una ocasión, Arcade experimentó con lo que llamó "Video Murder Machines", utilizando un rayo similar a un láser para secuestrar objetivos en un entorno virtual donde las víctimas participarían en escenarios mortales de videojuegos. Tenía la intención de secuestrar a los X-Men, pero capturó accidentalmente a los Micronautas con los que no estaba familiarizado. Los Micronautas (Arcturus Rann, Devil, Microtron, Nanotron) finalmente pudieron escapar de los entornos virtuales a través de la piratería de Microtron en el sistema. La premisa se inspiró en la entonces reciente película de Disney de 1982, Tron.

## Poderes y habilidades
Arcade no tiene poderes sobrehumanos, pero tiene un conocimiento tecnológico absoluto a nivel de genio muy por delante de la ciencia convencional, particularmente en los campos de la robótica y la ingeniería mecánica y eléctrica. Por lo general, cuando parece ser capturado, resulta ser un robot. Se da a entender que es un experto en asesinatos convencionales, incluidas armas a distancia, veneno y sabotaje, todos los cuales se convirtieron en elementos de Mundo Asesino.
En el Agente X #5, se reveló que Arcade también tiene algunas habilidades médicas que usa para salvar la vida del Agente X.
En la serie Avengers Arena, Arcade retuvo fácilmente a un cuadro de 16 superhéroes adolescentes de alto poder aparentemente sin tener que recurrir a dispositivos mecánicos o tecnológicos de ningún tipo. Mostró la capacidad de crear campos de fuerza, demostró ser casi invulnerable a las explosiones de energía sin el campo de fuerza, controló las funciones motoras de sus 16 cautivos al mismo tiempo, empleó la telequinesis, hizo que la materia cercana se convirtiera en un trono para él. siéntate, y sin esfuerzo voló en pedazos a un mutante casi invulnerable con un simple gesto. Sin embargo, estas habilidades son el resultado de la tecnología proporcionada por su secuaz, Miss Coriander, y solo pueden manifestarse dentro de los confines del Mundo Asesino de la Antártida.

## Asociados
- Señora Locke – La guardaespaldas y principal ejecutora de Arcade, es un experto en artes marciales y combate con armas. Según una secuencia de flashback en Avengers Arena # 7 (2013), él la asesinó a sangre fría a pesar de sus años de fiel servicio una vez que ella, en la mente de Arcade, había tratado de "acercarse demasiado" a él al tener una relación emocional y física.
- Sr. Chambers – El secuaz de Arcade que ha demostrado habilidades electrónicas y mecánicas y, por lo tanto, está a cargo de las operaciones y el mantenimiento del sistema de Mundo Asesino. En varias apariciones, es el conductor de un vehículo (disfrazado de camión de basura) que a menudo capturaba a las víctimas de Arcade para transportarlas de regreso a Mundo Asesino.
- Señora Coriander – La última secuaz de Arcade, afirma ser responsable de la gran variedad de poderes que Arcade emplea actualmente en su base subterránea que se ve en la historia de "Avengers Arena". Parece superar con creces incluso a Arcade en términos de conocimiento sobre poderes sobrehumanos y cómo contrarrestarlos, y le ha otorgado a Arcade un conjunto de habilidades muy poderosas que ha sustraído de tecnología de punta, fuentes de energía exóticas y poder mágico. Más tarde traiciona a Arcade después de su supuesta muerte y se une a los Maestros del Mal del Barón Zemo.

## Otras versiones

### Era de Apocalipsis
En la línea del tiempo de la Era de Apocalipsis, Arcade es un miembro de los Merodeadores, un grupo fuertemente armado de traidores humanos que trabajan para Apocalipsis, junto con Rojo, Dirigible y Búho. Él es asesinado por Gwen Stacy y Clint Barton.

### Era de X
En el universo Era de X, Arcade (nombre real Harcourt Teesdale) era el director de la prisión mutante de la Isla de Alcatraz. El fue responsable de hacer que Basilisk matara a su hermano Havok. Basilisk luego escapó y mató a Arcade.

### Deadpool mata al Universo Marvel
Se revela que Arcade ha sido capturado por Deadpool y obligado a construir trampas mortales para matar a varios miembros de los X-Men. El le ruega a Wolverine que lo salve, horrorizado por las cosas que Deadpool quiere que construya. Wolverine, en cambio, mata a Arcade por su participación.

### Marvel Adventures
En esta versión, Arcade tiene un parque de diversiones real con el fin de entretener a los niños, él es experto en robots y altamente arrogante. Después que Mister Fantástico arruina sus robots, decide llegar a ser superior a Mr. Fantástico y atraerlo a su Mundo Asesino. Allí, Mr. Fantástico derrota todas las trampas y los vuelve a todos los robots contra Arcade. Arcade es puesto bajo custodia y Mr. Fantástico aprende a ser más discreto.
Más tarde, Arcade atrapa al estudiante de secundaria Flash Thompson en una máquina de arcade nueva y utiliza al joven jugador videojuegos como probador para destruir Nueva York. Finalmente, Spider-Man acaba con el plan de Arcade y salva a su compañero de colegio.

### Secret Wars (2015)
Durante la historia de "Secret Wars", Arcade es el maestro de ceremonias en el Killiseum, una arena en las afueras del dominio de Battleworld de Doomstadt que está construida para entretener a las masas de Battleworld. Aquí, él se encontró con héroes como el Capitán América y Hulk. y Thunderbolt Ross la Máquina de Guerra. Él también supervisa el evento Ghost Racers, que enfrenta a varios individuos poseídos por el Espíritu de Venganza (incluidos Carter Slade, Johnny Blaze, Danny Ketch, Alejandra Blaze y Robbie Reyes) entre sí en carreras violentas alrededor de una pista con trampas explosivas. Gracias al liderazgo decidido del invicto Reyes, los Ghost Racers eventualmente se liberarían de su cautiverio y matarían a Arcade.

### Ultimate Arcade
En el Universo Ultimate, Arcade es retratado como un niño prodigio jugador más alto y más en forma que inventa un literal videojuego de disparos en primera persona (que en esta continuidad, se llama Mundo Asesino). Su hermana fue asesinada por Magneto en la explosión en el puente de Ultimate war, dándole un odio a los mutantes. Cuando la versión del Universo Ultimate Longshot es encontrado culpable de asesinar a un político de Genosha, es condenado a participar en un show de telerrealidad en el que él está varado en una isla y cazado por sus oponentes. Como Arcade hace su camino a través de la jungla, se encuentra con tres X-Men tratando de salvar al prisionero. Él les somete y está a punto de matar a Nightcrawler cuando Longshot le golpea hasta dejarlo inconsciente. Es visto por última vez atado a un árbol por Coloso con algunos trozos de hierro.
Ultimate Arcade está equipado con varias armas de alta tecnología y equipo, dada su situación financiera, y aparentemente es un experto cazador y rastreador. Durante su lucha en Krakoa, se le ve empleando un fusil automático, una pistola, un emisor de sonido, y el fluido de red ("uno de mis inversos programadores fabricaron esta cosa de algunos polímeros que raspó una pared en Manhattan ").

### What If?
En una realidad donde Wolverine se transforma en el Jinete de Guerra por Apocalipsis y luego mata a su creador y fue a las nubes en el Universo Marvel, Arcade fue uno de los muchos enemigos X (e incluso aliados) que fue muerto por el desbocado mutante.

## En otros medios

### Televisión
- Arcade aparece en la serie de televisión X-Men: Evolution, con la voz de Gabe Khouth. Esta versión es un jugador de instituto llamado Webber Torque (que se llama a sí mismo Arcade), que es engañado por Risty Wilde haciéndole creer que la consola de seguridad la mansión de los X-Men y la Sala de Peligro es un videojuego elaborado. Él los utiliza para atacar a los X-Men, que él cree que son los personajes del juego. A pesar de que casi mata a los X-Men, en esta versión Arcade no es malo, y se disculpa por haber jugado "el juego de video" sin permiso. Curiosamente, él no reconoce a ninguno de ellos como los X-Men, o sus amigos.
- Arcade aparece también en la segunda temporada de  Ultimate Spider-Man, con la voz de Eric Bauza.[59] Esta versión es un mutante asiático que puede comunicarse con cualquier tipo de tecnología y está dispuesto a usar sus habilidades para atraer a los superhéroes a Mundo Asesino (conocido como Madland) por su propia diversión infantil, independientemente de las posibles consecuencias de su acción. En el episodio "El Juego Acabo", planea causar la Tercera Guerra Mundial al descifrar los códigos de misiles nucleares. Comienza enviando un LMD de Nick Fury que es derrotado por el Capitán América mientras Arcade habla a través del LMD. S.H.I.E.L.D. rastrea la transmisión de Arcade a Madripoor como Spider-Man se une con el Capitán América a la cabeza a Madripoor. Al acercarse a Madripoor, Arcade toma el control del avión del Capitán América para estrellarse. Spider-Man y el Capitán América se retiran para luchar contra los drones de Arcade. Al reunirse con Wolverine después de derrotar a los LMD como ninjas, Arcade desencadena los LMD de Spider-Man, Capitán América y Wolverine. Después de que sus tres LMDs son derrotados, Arcade desata modelos LMDs de Hulk. El Capitán América y Wolverine derrotan a los LMD de Hulk, mientras que Spider-Man destruye una serie de láseres. Cuando escapa al siguiente nivel al evadir los LMD de Red Hulk, Arcade libera un Centinela y otros robots. Después de que Spider-Man reprograma al Centinela para eliminar a los otros robots, Arcade se enoja de que Spider-Man esté en su juego que diseñó solo para el Capitán América y Wolverine. Arcade luego desata a un robot gigante que se parece a la cabeza de Arcade para atacar hasta que Spider-Man destruye el cañón láser en su cabeza. Spider-Man, Capitán América y Wolverine luego se enfrentan a Arcade mientras Wolverine lo amenaza con cancelar los códigos. Arcade es entonces arrestado por agentes de S.H.I.E.L.D.
- Arcade aparece en M.O.D.O.K., con la voz de Alan Tudyk.

### Videojuegos
- Arcade fue uno de los villanos principales en el videojuego X-Men: Madness in Murderworld.

- Arcade aparece como el villano principal en el videojuego de 1992 Spider-Man/X-Men: Arcade's Revenge para los sistemas de juego Super Nintendo y Sega Genesis y Sega Game Gear.

- Arcade aparece como uno de los enemigos en Marvel: Ultimate Alliance con la voz de Quinton Flynn. Él es miembro de los Maestros del Mal del Dr. Doom. Aquí, Arcade y Barón Mordo desvian a los héroes de su intento de atacar el castillo del Dr. Doom para rescatar a los X-Men Nightcrawler y Jean Grey. Mordo utiliza su magia para romper el orbe de taletransporte del Doctor Extraño y enviar a los héroes a Mundo Asesino en lugar del Castillo de Doom. Aunque la primera área es una réplica del Castillo de Doom, los jugadores pueden decir que algo está mal por algunos detalles menores (como la reproducción de música carnavalesca, cofres del tesoro con mazos que salen, esqueletos con narices de payaso, columnas rotas revelando polos de rayas, y el retrato del Dr. Doom usando pelucas como la de Arcade, a pesar de que Arcade aparece rubio en vez de pelirrojo en sus retratos en el juego). Además de tener las trampas normales de Mundo Asesino, Arcade también tiene Shocker y Rhino trabajando para él, utiliza el control mental para forzar a Jean Grey a atacar a los héroes, captura a Blade y al Senador Kelly y, finalmente, ataca a los héroes él mismo en un robot gigante llamado Arcade-Bot. Después de vencer a Arcade, le dice al jugador que el Dr. Doom tiene a Rondador Nocturno, y lo ha llevado al Reino de Mefisto. Su destino es desconocido, pero fue capturado probablemente por S.H.I.E.L.D., murió cuando su Arcade-Bot explotó, o escapó después. Arcade también fue el villano en el disco simulador de Deadpool, en el que se irrita en gran medida por la negativa de Deadpool a aceptar que Mundo Asesino no es un parque temático normal (aunque esto "probablemente" es una mofa de Deadpool en lugar de una falta real de conocimiento, la locura dudosa de Deadpool hace esto incierto), obligando al mercenario a luchar contra el Oscuro Spider-Man (al que Arcade se refiere como su creación). También es el villano del disco de Pantera Negra, amenazando a T'Challa con dar los códigos secretos de la instalación de vibranio de Wakanda (que por supuesto él no dice), obligando a Pantera Negra a luchar contra el Oscuro Capitán América. El disco de Tormenta donde ella lucha en el simulador contra Húsar y contra Mysterio se lleva a cabo en Mundo Asesino, al igual que Mr. Fantástico en su lucha contra el Bulldozer. Arcade mantiene un diálogo especial con Mister Fantástico (en la máquina de pinball), Elektra (en la pista de disco), Luke Cage (antes de la pelea), Capitán América (después de la pelea), y Deadpool (en su disco de simulación).

- Una versión Marvel 2099 de Arcade aparece como uno de los villanos principales en la versión para Nintendo DS de Spider-Man: Edge of Time, con la voz de Jim Cummings.[60] Controla un juego de arena cibernética en el año 2099, llamado Galaxia Asesina, para cazar y destruir a los héroes frente a un público en vivo. Busca desafiar a Spider-Man (quien está varado en el año 2099), pero es derrotado.

- Arcade aparece en Marvel: Avengers Alliance juego de Facebook como enemigo principal de la operación especial número 15.
- Arcade aparece como personaje jugable en Marvel Contest of Champions